# Conducto de Wharton
El conducto de Wharton constituye la vía de drenaje de la glándula submaxilar al suelo de la boca. Este conducto excretor se dirige desde la glándula hacia el suelo de la boca, acompañado por el nervio, la arteria y las venas linguales, por encima del músculo milohioideo. Las carúnculas o papilas sublinguales son los orificios de desembocadura del conducto que pueden verse como dos elevaciones papilares, a cada lado del frenillo de la lengua. Puede ser el asentamiento de un cálculo.
- Datos: Q1263601